# Chicago Heights (Illinois)
Chicago Heights je grad u američkoj saveznoj državi Ilinois. Prema popisu stanovništva iz 2010. u njemu je živjelo 30.276 stanovnika.